# Marie Berto
Pour les articles homonymes, voir Berto.
Marie Berto est une actrice, scénariste et réalisatrice belge née à Bruxelles le 10 juillet 1960.
Elle a été la femme du comédien et metteur en scène Michel Berto.

## Filmographie

### Cinéma
- 1998 : Je suis vivante et je vous aime de Roger Kahane
- 2003 : Bon Voyage de Jean-Paul Rappeneau
- 2004 : La Fête des pères (court métrage[1]) de Marie Berto
- 2005 : Un été surréaliste de Fabrice Tempo
- 2008 : Un cœur simple de Marion Laine
- 2009 : Le Petit Nicolas de Laurent Tirard
- 2011 : Les Hommes libres d'Ismaël Ferroukhi
- 2013 : Grand Central de Rebecca Zlotowski
- 2014 : Bébé tigre de Cyprien Vial
- 2016 : Éperdument de Pierre Godeau
- 2016 : Sur le plancher des vaches de Fabrice Tempo
- 2017 : Grand Froid de Gérard Pautonnier
- 2018 : Guy d'Alex Lutz
- 2018 : Ma fille de Naidra Ayadi
- 2019 : Inséparables de Varante Soudjian
- 2021 : À l'ombre des filles d'Étienne Comar
- 2023 :  Une zone à défendre de Romain Cogitore : Directrice DGSI
- 2024 : Bisons, de Pierre Monnard : La mère
- 2025 : Le Secret de Khéops de Barbara Schulz
- 2025 : Etoile, saison 1, de Amy Sherman-Palladino et Daniel Palladino

### Télévision
- 1996 : L'Instit ( S4E03, Demain dès l'aube) de François Velle : sage femme
- Central Nuit d'Olivier Barma
- 1998 : Double peine d'Arnaud Sélignac
- Mort cruelle de Bertrand Van Effenterre
- 2004 : Quelle Aventure ! : 1 épisode
- 2007 : Les Diablesses de Harry Cleven
- 2011 : Un cœur qui bat de Sophie Révil et Christophe Barraud
- 2012 : Clash : Madame Giroux, professeur de Français.
- 2014 : Le Port de l'oubli de Bruno Gantillon
- 2014 : La Vie à l'envers d'Anne Giafferi : Corinne
- 2015 : Meurtres à Guérande : Mme Kessel
- 2015 : Dix pour cent de Cédric Klapisch
- 2015 : Candice Renoir (S3E03, Qui se repent, se punit soi même) : Louise
- 2016 : Joséphine, ange gardien : Le Secret de Gabrielle
- 2016 :  Section de recherches (S10E07 Dérives) : Joséphine Lestac
- 2018 : Sam : Brigitte Tixier
- 2018-2020 : Les Petits Meurtres d'Agatha Christie (saison 2, 5 épisodes) : Arlette Carmouille
- 2018 : La Faute de Nils Tavernier
- 2018 : Spring Tide : Michelle Fabre
- 2019 : L'Héritage de Laurent Dussaux
- 2021 : L'Enfant de personne d'Akim Isker : Frédérique
- 2021 : Luther de David Morley : Agathe Lapierre
- 2022 : Le mystère Daval de Christophe Lamotte : Martine Cussey
- 2022 : Boomerang de Christian François : Jeannette
- 2022 : Cassandre de Floriane Crepin : Maryline Rivière (saison 7, épisode 3 Onde de choc)
- 2025 : Étoile : Bruna Toussaint

## Théâtre
- Le Perroquet vert, mise en scène Otomar
- Ne laissez pas vos femmes dans les maternités mise en scène José Valverde
- Aller-retour mise en scène Michel Berto
- Mademoiselle Hill mise en scène Daniel Besse
- Moment de faiblesse mise en scène Daniel Besse
- Instants de femmes mise en scène Brigitte Athéa
- Une histoire bousillée mise en scène Sophie Barjac
- Un air de famille mise en scène Christian Garcia
- Une vie et des poussières[2] mise en scène Pascal Lahmani et Vincent Winterhalter